# Спрей (Орегон)
Спрей (англ. Spray) — місто (англ. city) в США, в окрузі Вілер штату Орегон. Населення — 139 осіб (2020).

## Географія
Спрей розташований за координатами 44°49′59″ пн. ш. 119°47′39″ зх. д. / 44.83306° пн. ш. 119.79417° зх. д. (44.833110, -119.794263).  За даними Бюро перепису населення США в 2010 році місто мало площу 0,76 км², уся площа — суходіл.

### Клімат
| Клімат : Спрей        | Клімат : Спрей | Клімат : Спрей | Клімат : Спрей | Клімат : Спрей | Клімат : Спрей | Клімат : Спрей | Клімат : Спрей | Клімат : Спрей | Клімат : Спрей | Клімат : Спрей | Клімат : Спрей | Клімат : Спрей | Клімат : Спрей |
| Показник              | Січ.           | Лют.           | Бер.           | Квіт.          | Трав.          | Черв.          | Лип.           | Серп.          | Вер.           | Жовт.          | Лист.          | Груд.          | Рік            |
| Середній максимум, °C | 6,1            | 10,0           | 14,4           | 18,3           | 23,3           | 27,2           | 33,3           | 33,3           | 28,3           | 20,0           | 11,1           | 5,6            | 19,3           |
| Середній мінімум, °C  | −5             | −3,9           | −1,1           | 1,7            | 5,0            | 8,3            | 10,6           | 10,0           | 5,6            | 0,6            | −1,7           | −5             | 2,1            |
| Норма опадів, мм      | 35             | 31             | 37             | 37             | 44             | 34             | 15             | 15             | 15             | 27             | 39             | 41             | 370            |
| --------------------- | -------------- | -------------- | -------------- | -------------- | -------------- | -------------- | -------------- | -------------- | -------------- | -------------- | -------------- | -------------- | -------------- |
| Джерело:              |                |                |                |                |                |                |                |                |                |                |                |                |                |

## Демографія
Згідно з переписом 2010 року, у місті мешкало 160 осіб у 69 домогосподарствах у складі 49 родин. Густота населення становила 210 осіб/км².  Було 94 помешкання (123/км²).
Расовий склад населення:
| - 95,0 % — білих - 2,5 % — азіатів - 0,6 % — корінних американців |

До двох чи більше рас належало 1,9 %. Частка іспаномовних становила 0,6 % від усіх жителів.
За віковим діапазоном населення розподілялося таким чином: 19,4 % — особи молодші 18 років, 53,1 % — особи у віці 18—64 років, 27,5 % — особи у віці 65 років та старші. Медіана віку мешканця становила 50,3 року. На 100 осіб жіночої статі у місті припадало 97,5 чоловіків;  на 100 жінок у віці від 18 років та старших — 95,5 чоловіків також старших 18 років.
Середній дохід на одне домашнє господарство  становив 34 206 доларів США (медіана — 33 500), а середній дохід на одну сім'ю — 36 537 доларів (медіана — 34 500). За межею бідності перебувало 19,2 % осіб, у тому числі 70,6 % дітей у віці до 18 років та 5,6 % осіб у віці 65 років та старших.
Цивільне працевлаштоване населення становило 31 осіб. Основні галузі зайнятості: освіта, охорона здоров'я та соціальна допомога — 38,7 %, мистецтво, розваги та відпочинок — 19,4 %, будівництво — 19,4 %.